# Salem County
Salem County is een county in de Amerikaanse staat New Jersey.
De county heeft een landoppervlakte van 875 km² en telt 64.285 inwoners (volkstelling 2000). De hoofdplaats is Salem.

## Bevolkingsontwikkeling

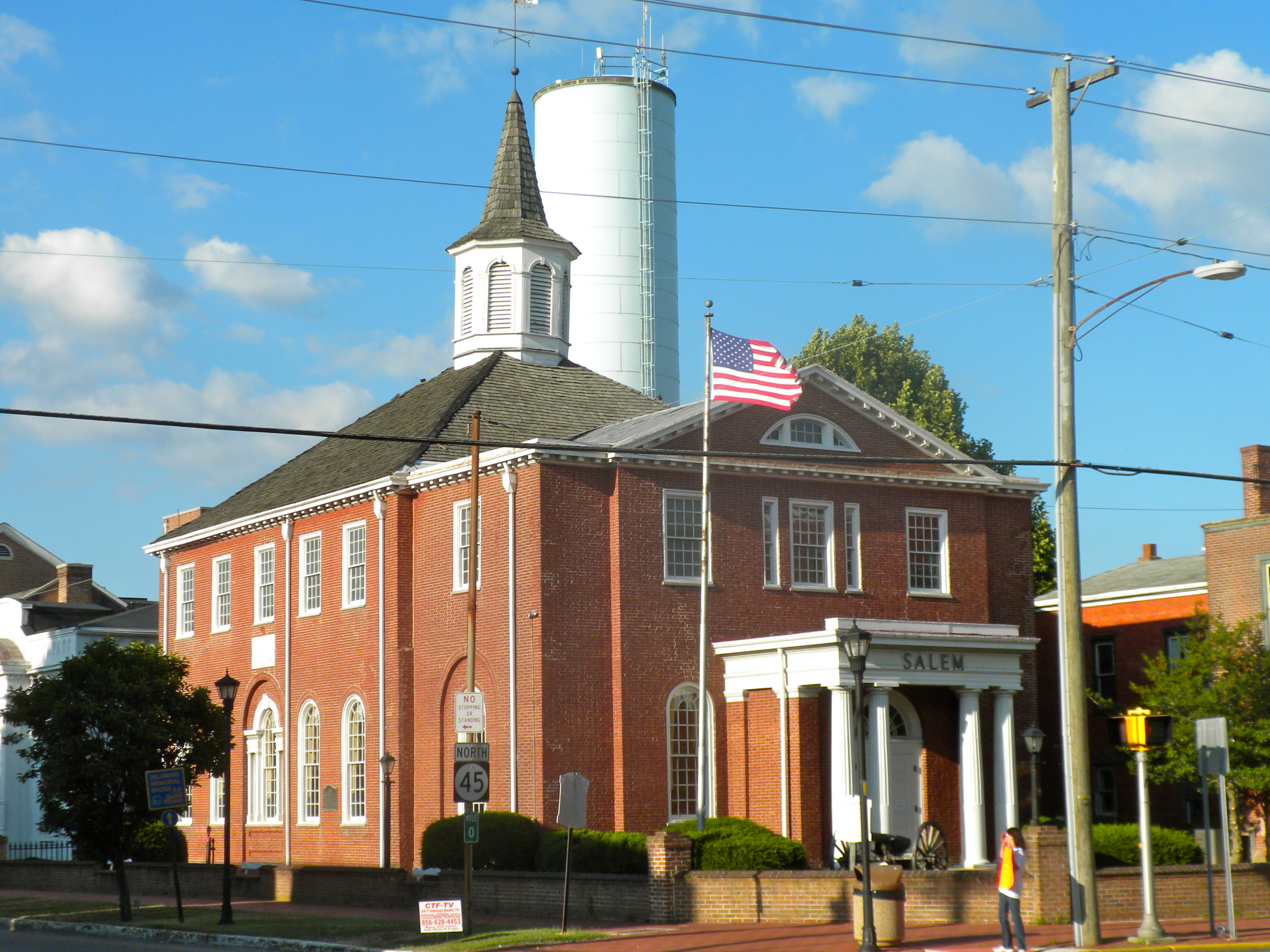
Salem County Courthouse

Atlantic · Bergen · Burlington · Camden · Cape May · Cumberland · Essex · Gloucester · Hudson · Hunterdon · Mercer · Middlesex · Monmouth · Morris · Ocean · Passaic · Salem · Somerset · Sussex · Union · Warren